# Monnaie permanente
Pour les articles homonymes, voir Monnaie (homonymie).
Une monnaie permanente (ou monnaie libérée) est une monnaie dont la contrepartie (l'actif monétisé) est permanente. Elle ne peut être détruite et résulte de la création monétaire au même titre que la monnaie d'endettement. Cette création monétaire a différentes appellations selon les économistes.

## Appellations
Le terme « monnaie permanente » est utilisé par Gabriel Galand et Pierre Aunac. André Grjebine parle de « monnaie libre de tout endettement » et cite Gurley et Shaw (Gurley et Shaw, Bank, Money, Account, 1978) qui utilisent le terme de monnaie externe pour désigner une monnaie libre. Philippe Derudder appelle monnaie sociétale complémentaire une monnaie permanente.

## Finalité
Les économistes qui préconisent la création de monnaie permanente le font généralement soit pour remplir des objectifs difficilement atteignables avec de la monnaie d'endettement, soit pour financer une relance rapide en cas de crise. La monnaie permanente est souvent associée à l'exemption d'intérêts.
Les investissements à « rentabilité lente, mais de très longue durée... n'intéressent que très modérément les banques commerciales et les marchés financiers. » Jean de la Salle cite parmi eux les logements insuffisants, le réseau ferré, les voies navigables, etc. Derudder estime qu'il « convient... de compléter le dispositif économique actuel dans le but de résoudre, indifféremment de leur coût financier ou comptable, les problèmes humains et écologiques que la seule logique capitaliste et comptable est incapable par nature de traiter. »

### Cas de crise
Une relance lente est nécessaire lorsque, en période de crise, « les consommateurs n'ont pas de monnaie pour dépenser plus, les producteurs, sans clients, investissent et produisent moins, (et que) ni les uns ni les autres ne peuvent, en raison de leur mauvaise solvabilité, ni ne veulent, à cause de leurs anticipations pessimistes, s'endetter. » A.-J. Holbecq rappelle le dégonflement de la masse monétaire lors de la crise des années 1930 dès lors que les crédits arrivant à échéance n'étaient pas compensés par la demande de nouveaux crédits. La création d'une monnaie permanente compense « la réduction drastique de la création de monnaie par les banques. » Grjébine propose le financement des entreprises par une monnaie libre, ce qui leur permettrait également de diminuer leur endettement.

## Modalités de création
Alain Grandjean cite quelques modalités de création de monnaie permanente :
- Avance permanente (non remboursable et sans intérêt) de la Banque centrale au Trésor
- Création d'un fonds spécial alimenté par la Banque centrale, le fonds pouvant monétiser ce crédit non remboursable
- Dotation directe aux citoyens de monnaie émise par la Banque centrale (proposition Jeanneney)
- Émission de traites ou de bons du Trésor réescomptables à la Banque centrale et dont le remboursement n'est pas demandé

Aunac mentionne l'émission d'obligations perpétuelles sans remboursement ni intérêts. Celle-ci a fait l'objet d'un projet de loi organique n°2111 déposé le 1er décembre 1980 par 31 députés.

## Débat
Le débat porte sur l'opportunité que la monnaie créée le soit par monnaie d'endettement ou par monnaie permanente. Dans le cas de monnaie d'endettement ce sont les banques commerciales qui décident de l'utilisation de la monnaie créée. Dans celui de la monnaie permanente l’État affecte l'emploi de la monnaie créée. Sont débattues l'optimalité financière, l'optimalité économique, l'optimalité sociétale et la régulation économique.

### Optimalité financière
Les partisans de la monnaie d'endettement avancent l'optimalité financière des capitaux créés. La rentabilité est assurée par l'obligation de rembourser et de payer des intérêts. L'optimalité résulte de la concurrence entre les demandeurs de capitaux. L'emportent ceux qui versent les meilleurs intérêts ou offrent le plus de garanties de remboursement. Les critiques estiment que l'optimalité financière ne correspond pas à l'optimalité économique ou sociétale. 

### Optimalité économique
L'optimalité économique serait obtenue par le marché. Les capitaux se placent auprès de ceux qui sont prêts à les rémunérer davantage et donc qui en ont le plus besoin. Pour Michel Aglietta l'efficience, au point de vue de l'économie globale, n'est pas obtenue car la rentabilité sociale la plus élevée n'est pas acquise. Le marché ne représente que les besoins solvables et ne tient compte ni des besoins de l'économie réelle, ni des externalités, ni des objectifs sociaux et écologiques.

### Optimalité sociétale
Dans leur recherche de rendement maximum les capitaux peuvent se placer dans la sphère financière et priver l'économie réelle de financement pour des investissements rentables mais moins rémunérateurs. Des investissements rentables peuvent provoquer des nuisances pour les générations actuelles ou à venir telles que des pollutions, l'accroissement du réchauffement climatique ou l'épuisement des ressources non renouvelables. Des investissements ayant des objectifs sociétaux, sociaux ou écologiques peuvent ne pas être réalisés par manque de rentabilité. La monnaie permanente (pas de remboursement de capital ni de perception d'intérêts) permet leur réalisation.

### Régulation économique
L'injection de monnaie permanente en cas de crise permet une relance très rapide de l'économie. Les banques centrales, elles aussi, disposent de moyens pour relancer l'économie (baisse des taux d'intérêt, mise à disposition des banques de liquidités, voire à titre exceptionnel injections de liquidités dans l'économie) tout en respectant les règles et la philosophie du marché libre. L'expérience montre que les canaux indirects utilisés par les banques centrales (augmentation des masses monétaires mais transit par les banques commerciales de l'argent injecté) n'assurent pas la relance à un niveau suffisant. La concrétisation de la relance dépend des réactions des marchés eux-mêmes et la régulation qui en résulte n'est ni fiable, ni précise, ni rapide.